# José Mojica Marins
Pour les articles homonymes, voir José Mojica et Mojica.
José Mojica Marins, né le 13 mars 1936 à São Paulo et mort le 19 février 2020 dans la même ville, est un réalisateur, acteur et scénariste de cinéma et de télévision brésilien.
José Mojica Marins est connu pour son personnage Zé do Caixão [ˈzɛ du kaj.ˈʃɐ̃õ] (litt. « Pépé du cercueil ») et personnage principal d'une longue série de ses films d'horreur dont À minuit, je posséderai ton âme et Cette nuit, je m'incarnerai dans ton cadavre.
Si José Mojica Marins est surtout connu pour ses films d'horreur, sa filmographie compte des films de différents genres allant du western au film d'aventure en passant par le film dramatique. Il a également réalisé des films de genre dans le domaine du pornochanchada, genre de comédies érotiques brésiliennes dont l'âge d'or se situe dans les années 1970. Mojica a développé au fil de ses films une identité et un style propre, suscitant à ses débuts les critiques et les réactions d'indignation, puis les éloges lorsque ses films ont rencontré le succès tant nationalement qu'internationalement. Il est considéré comme le pionnier du cinéma d'épouvante brésilien.

## Biographie

### Jeunesse
Né dans une ferme appartenant à l'usine de cigarettes Caruso, dans le quartier de Vila Mariana à São Paulo, il est le fils d'Antônio André Marin et de Carmen Mojica Imperial, tous deux enfants d'immigrés espagnols.
Enfant, il passe des heures à lire des bandes dessinées, à regarder des films dans la salle de projection du cinéma où travaille son père, à jouer au théâtre de marionnettes et à monter des pièces avec des costumes en carton et en tissu. À l'âge de trois ans, la famille de Mojica a déménagé à l'arrière d'un cinéma à Vila Anastácio (pt). Le père de Mojica est devenu le gérant du cinéma.
Après avoir obtenu une caméra V-8 à l'âge de douze ans, il n'a jamais cessé de faire des films, il y consacrait l'essentiel de son temps. Nombre de ses films artisanaux réalisés à l'époque étaient projetés dans de petites villes, ce qui permettait de couvrir les coûts de production. Autodidacte, il crée une école de théâtre pour ses amis et voisins et à 17 ans, après plusieurs films amateurs, il fonde, avec l'aide d'amis, la Companhia Cinematográfica Atlas. Spécialisé dans l'horreur scatologique, il acquiert une synagogue abandonnée qu'il transforme en studio de cinéma et en académie, où il donne des cours d'art dramatique et forme des techniciens pour financer ses films. Il aurait soumis les élèves de l'école à des tests en utilisant des insectes pour mesurer leur courage,

### Années 1950: premiers films

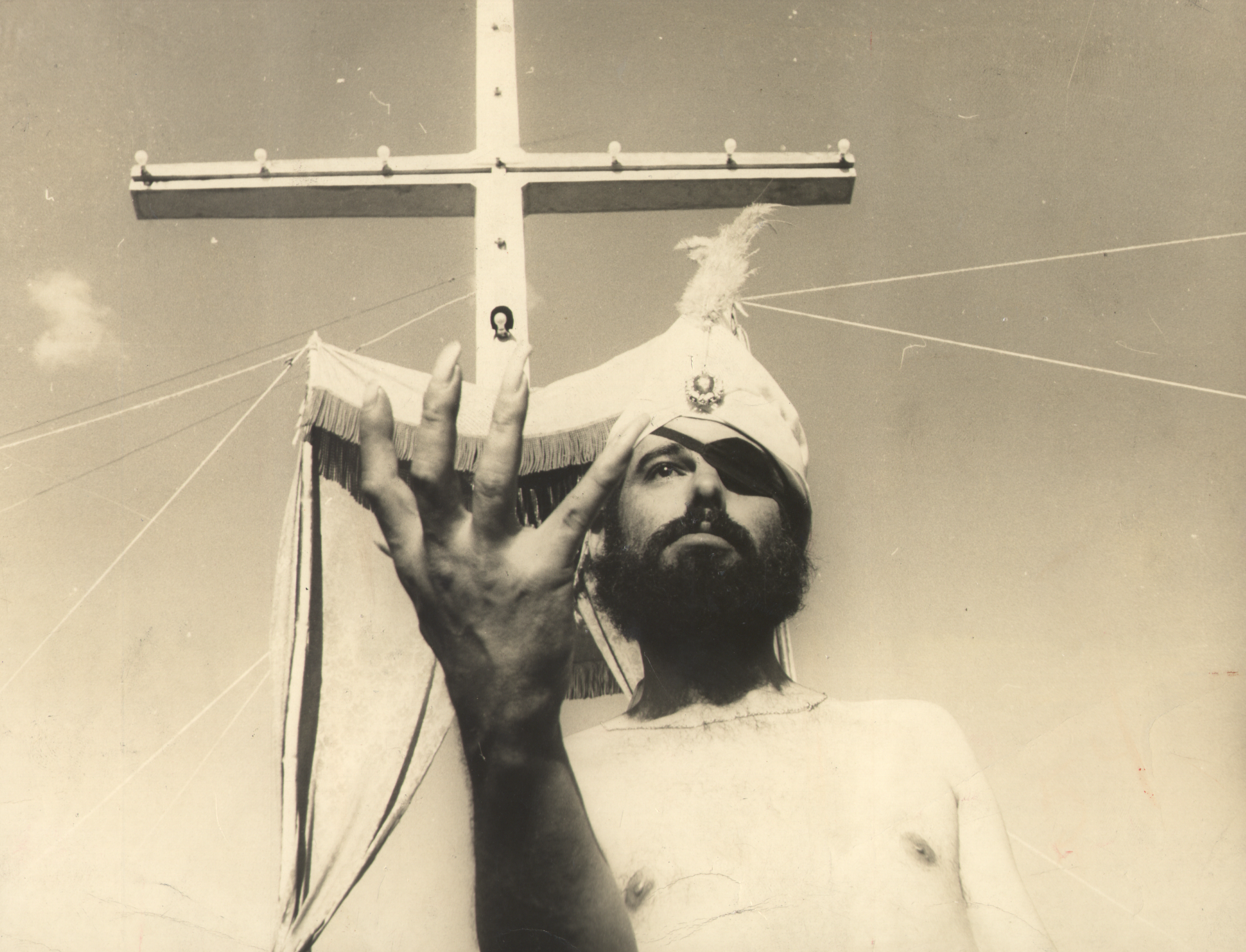
José Mojica Marins (1971).

Après la création de son école, Mojica Marins a progressivement pu voir ses projets de réalisation se concrétiser. Il tente à trois reprises de réaliser son film Sentença de Deus qui restera un court-métrage inachevé. Il marque néanmoins les débuts semi-professionnels et expérimentaux du réalisateur au cinéma.
En 1958, il tourne A Sina do Aventureiro (pt) en 75 mm, avec seulement deux personnes qui n'étaient pas issues de l'école d'art dramatique de Mojica Marins, mais qui sont venues par la suite prendre des cours, Ruth Ferreira et Shirley Alvez. A Sina do Aventureiro est un western caboclo (ou « western feijoada », selon la définition du chercheur Rodrigo Pereira), un type de film prolifique, mais méprisé par l'historiographie classique du cinéma brésilien. Il s'inscrit donc dans la tradition plus large des films d'aventure rurale, un territoire qui comprend des noms aussi hétérogènes que significatifs, tels que E. C. Kerrigan, Amilar Alves, Luiz de Barros, Humberto Mauro, Eurides Ramos, Antoninho Hossri, Victor Lima Barreto, Carlos Coimbra, Wilson Silva, Osvaldo de Oliveira, Reynaldo Paes de Barros, Edward Freund, Ozualdo Candeias, Tony Vieira, et Rubens Prado.
Pour lancer le film A Sina do Aventureiro, Mojica Marins a bénéficié de l'aide des frères Valancy, propriétaires du Cine Coral, à São Paulo, où le film a été projeté pendant longtemps. Le réalisateur du film, Mojica Marins, a expliqué plus tard le succès du film :
« Para fazer sucesso, eu usei um estratagema, porque já era difícil você entrar uma semana, e ficar três semanas em cartaz num cinema era mais difícil ainda. O que eu fiz? Eu pegava os meus alunos, numa época em que os cinemas tinham fila, e dividia um grupo de alunos numa fila, outro grupo em outra e mais outra. Todos eram atores, né? Então ficavam todos no meio da fila e diziam: "Pô, a gente perdendo tempo nessa fila, passando uma fita tão boa no Cine Coral!". Com isso, eles saíam de lá e levavam o pessoal da fila. E ia todo mundo para o Cine Coral. A fita foi muito bem nas capitais. Estourou em Salvador, em Porto Alegre. Porque ela tem uma miscelânea de Nordeste, de roupa nordestina com roupa gaúcha, com roupa americana. Eu misturo tudo, tem uma miscelânea. No final, tem uma curiosidade: a fita realmente agradou, só não agradou aos padres. Aí eu tive uma desavença com os padres que me acompanharia a vida toda. »
— José Mojica Marins

« Pour réussir, j'ai utilisé un stratagème, car il était déjà difficile de projeter le film pendant une semaine entière, mais rester trois semaines à l'affiche comme on l'a fait était pratiquement impossible. J'ai donc emmené mes étudiants, à un moment où il y avait une file d'attente dans les cinémas, et j'ai réparti un groupe d'étudiants dans une file d'attente, un autre groupe dans une autre et encore une autre. Ils étaient tous acteurs, n'est-ce pas ? Ils se tenaient tous au milieu de la file d'attente et disaient : "Oh, nous perdons notre temps à faire la queue ici, alors qu'ils passent un si bon film au Cine Coral ! Après, ils sortaient de la file et de beaucoup de gens les suivaient. Et ils se retrouvaient tous au Cine Coral. Le film a très bien marché dans les grandes villes. Il a fait un tabac à Salvador, à Porto Alegre. Parce qu'il y a un mélange de costumes du Nord-Est avec ceux du Rio Grande, ainsi qu'avec des tenues nord-américaines. Je mélange tout, c'est un méli-mélo. Finalement, tout le monde a apprécié le film à part les prêtres. J'ai donc eu un désaccord avec les prêtres qui me suivra toute ma vie. »
Après avoir accepté la proposition d'Augusto de Cervantes de faire un film qui plairait aux prêtres, Mojica Marins a créé l'histoire de Meu Destino em Tuas Mãos (pt) et a demandé à Ozualdo Candeias d'écrire le scénario - qui n'a pas été crédité au générique. Les tragédies familiales sont présentées par le cinéaste avec des raffinements de méchanceté, tempérés par ce néo-réalisme involontaire des productions désargentées. La mise en scène de Mojica rend le film encore plus cru et violent.
Le film raconte le drame de cinq enfants pauvres qui vivent de façon conflictuelle dans leurs familles respectives. Lassés des mauvais traitements et du mépris, les enfants fuguent et partent sur les routes, accompagnés par la guitare et le chant de Carlito (joué par Franquito), l'aîné d'entre eux. Le jeune Franquito, le « garçon à la voix d'or », veut se mettre dans les pas de Pablito Calvo, la vedette de Marcelin, Pain et Vin (1955), qui a eu un succès retentissant. Mojica a composé trois des dix chansons interprétées par Franquito. Meu Destino em Tuas Mãos (pt) a été réalisé avec l'argent de la vente des 33 tours de Franquito, aujourd'hui rares, car il s'agit de l'un des premiers films à avoir un disque avec toutes les chansons éditées par la maison de disques Copacabana. Le film, bien qu'il ait plu à l'Église, n'a pas eu de répercussion et a fini par tomber dans l'oubli.
Quelque temps plus tard, le producteur Nelson Teixeira Mendes engage Mojica comme acteur dans O Diabo de Vila Velha (1965), un western. Comme condition, Mojica a demandé à pouvoir emmener son père, très malade, au Paraná, où le film devait être tourné. Après de nombreuses discussions avec le réalisateur Ody Fraga, ce dernier se retire et Mojica prend la direction du film. Il se montre assez à l'aise dans le genre western, un genre qu'il avait déjà pratiqué dans A Sina do Aventureiro (pt) (1958) et vers lequel il reviendra dans Dgajão Mata para Vingar (1972).

### Années 1960: Zé do Caixão

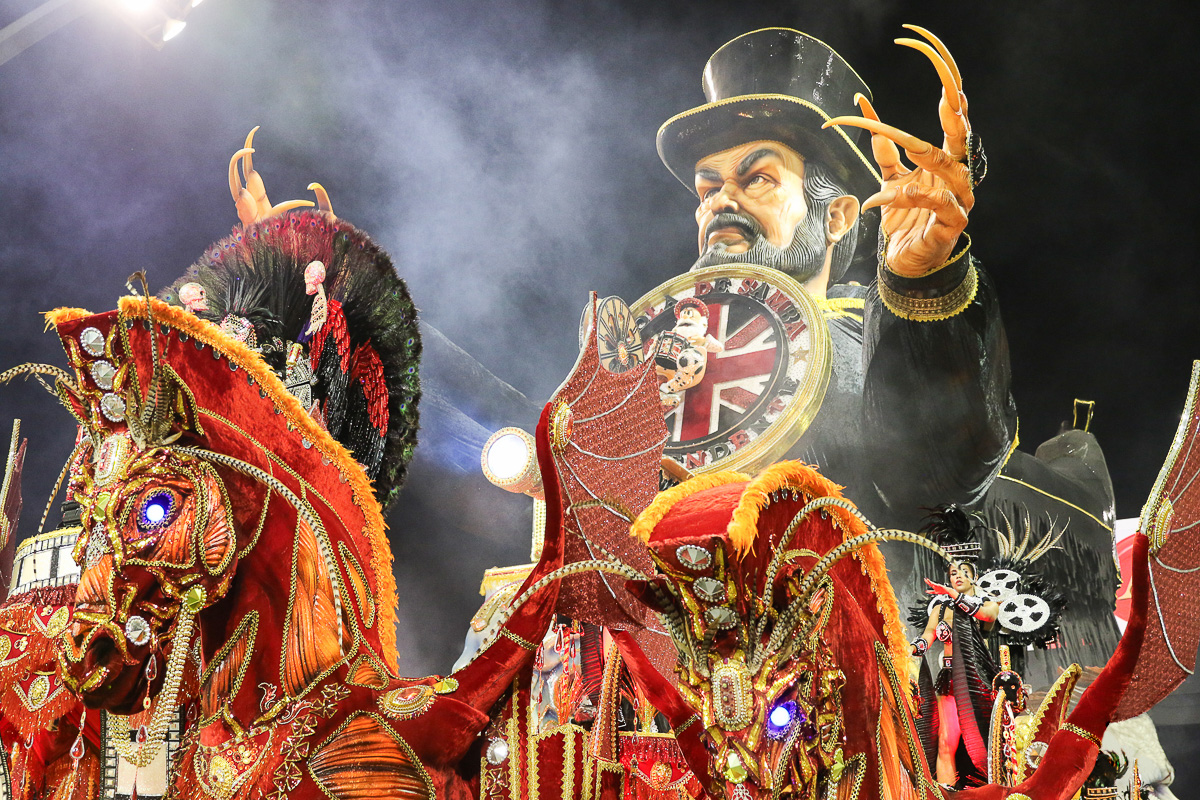
La marionnette de Zé do Caixão durant le Festival de Rio 2018.

Mojica Marins a créé le personnage populaire « Zé do Caixão » (litt. « Pépé du cercueil ») le 11 octobre 1963. Il s'agit d'un personnage original, non basé sur un mythe d'horreur préexistant. Il prétend l'avoir inventé lors d'un cauchemar dans lequel une silhouette l'entraînait dans sa propre tombe. Selon la légende que Mojica Marins a construite, le nom de « Zé do Caixão » vient d'une légende d'un être qui vivait il y a des millions d'années sur la planète Terre, qui s'est transformé en lumière et qui, après des années, est revenu sur Terre. Le personnage est apparu pour la première fois dans le film À minuit, je posséderai ton âme (1964). Depuis, il est apparu dans plusieurs films, a gagné en popularité et a été relayé dans divers autres médias.
Zé do Caixão est un personnage amoral et nihiliste qui se considère supérieur aux autres et les exploite pour atteindre ses objectifs. Zé do Caixão est un impie radical, un personnage humain qui ne croit ni à Dieu ni au diable. Le croque-mort cruel et sadique qu'est Zé do Caixão est craint et détesté par les habitants de la ville où il vit. Le thème principal de la saga mettant le personnage en scène est son obsession pour l'héritage par le sang : il veut être le père d'un enfant de qualité supérieure issu de la « femme parfaite ». L'idée qu'il se fait d'une « femme parfaite » n'est pas uniquement physique, mais désigne une personne qu'il considère comme intellectuellement supérieure à la moyenne, et dans cette quête, il est prêt à tuer tous ceux qui croisent son chemin.
En ce qui concerne la conception visuelle de Zé do Caixão, il se rapproche du personnage classique de Dracula (joué par Béla Lugosi dans Dracula (1931) des studios Universal). Cependant, Mojica a ajouté aux costumes noirs et élégants du personnage des caractéristiques psychologiques profondément enracinées dans les traditions brésiliennes. En outre, ses ongles à rallonge sont inspirés du personnage titre de Nosferatu le vampire (1922), le film expressionniste de Friedrich Wilhelm Murnau. Ses films ont alors été censurés par la dictature militaire brésilienne, qui les considérait comme amoraux et subversifs,,.
Faute d'acteur, car aucun candidat sérieux ne se proposait pour interpréter le personnage, le réalisateur a décidé d'incarner lui-même Zé do Caixão. Mojica, à l'époque, portait la barbe en raison d'une promesse familiale. Au fil du temps, le nom du personnage s'est confondu avec celui du réalisateur lui-même et lui a apporté pratiquement toute sa notoriété. Mojica tourne donc en 1964 À minuit, je posséderai ton âme, avec uniquement des acteurs issus de son école de théâtre puisque les autres acteurs ne lui faisaient pas confiance ou ne le croyaient pas, 
Après la phase de montage avec Luiz Elias, Mojica Marins allait chercher le distributeur de Bahia qui s'était déjà chargé d'A Sina do Aventureiro (pt) et qui se trouvait à São Paulo et qui s'est rendu à Boca do Lixo. Après avoir vu le film monté, le distributeur a commencé à faire connaître le film qui était déjà considéré comme un grand succès. Au même moment, Mojica Marins en profite pour ressortir A Sina do Aventureiro et obtient un retour très lucratif. Il s'était lié d'amitié avec un cinéaste cubain qui réalisait des films pornographiques et qui a proposé à Mojica d'ajouter dix minutes de scènes additionnelles où plusieurs nus féminins sont visibles. Le film a été vendu pour environ 20 % de son budget.

### Difficultés, apogée, déclin et retour

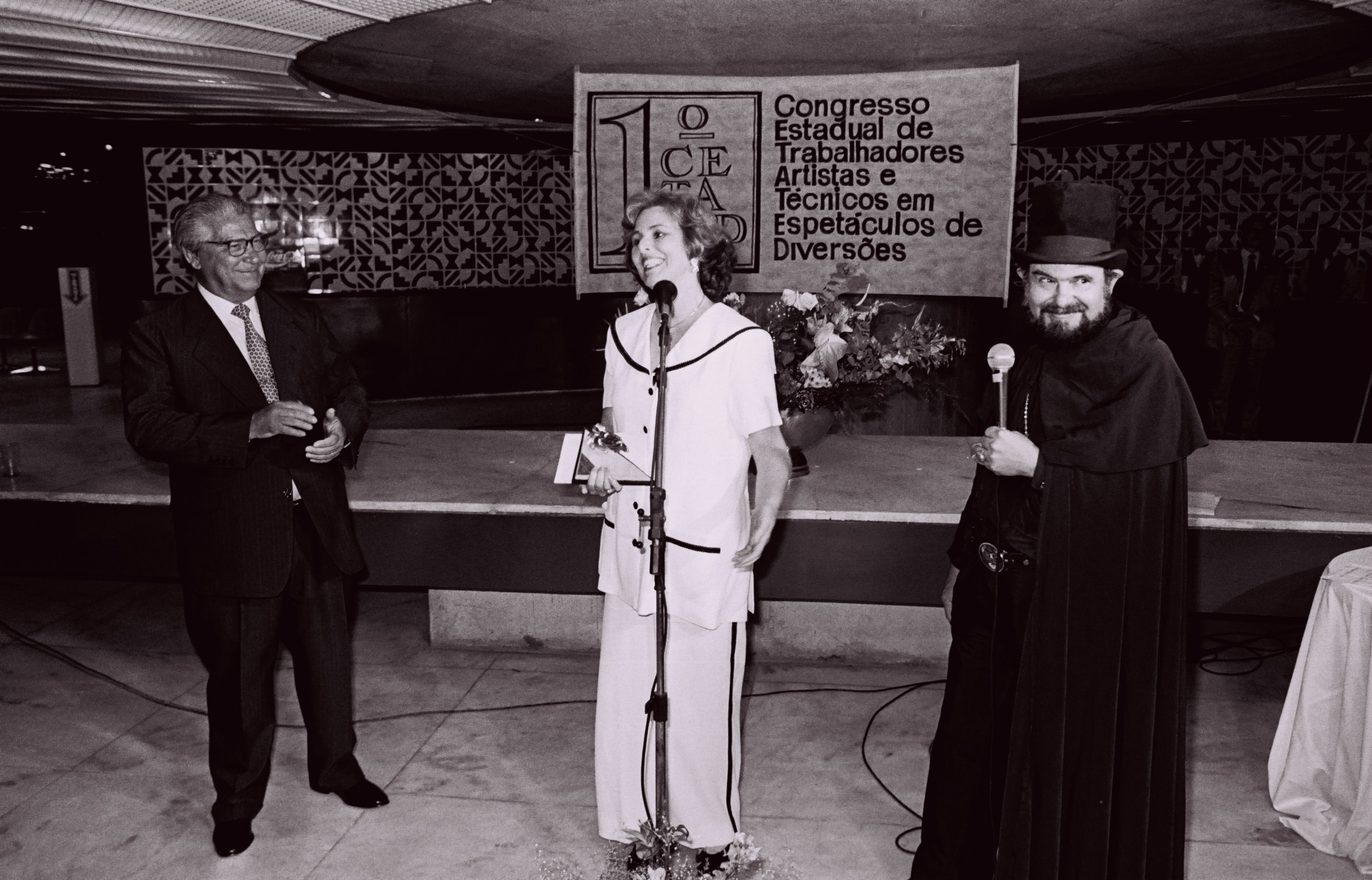
Le gouverneur Mário Covas et Zé do Caixão remettant les prix de la première édition du Troféu Aplauso, 1995.

Dans les années 1990, il présente le programme télévisé Cine Trash, qui a une grande audience et les prestations macabres de Zé do Caixão deviennent un point de repère à la télévision. Le programme est diffusé sur Rede Bandeirantes.
Les films de Mojica sont sortis en Europe et aux États-Unis, où ils ont été présentés dans des festivals et ont reçu des prix. Au Brésil, Mojica n'a pas connu le même succès et la même reconnaissance. Peu de titres de ses films sont disponibles sur le marché, ce qui fait que son œuvre est peu connue. Sa participation aux médias est presque toujours comique, ce qu'il a dû accepter pour des raisons financières.
José Mojica a participé à une émission d'interviews intitulée O Estranho Mundo de Zé do Caixão (pt) (Le monde étrange de Pépé du Cercueil), sur Canal Brasil. José Mojica est également le père de 7 enfants : Derian Matharan Marins, Crounel Marins, Mariliz Marins, Merisol Marins, Nilcemar Marins, Rosemar Marins et Denílson Porto.

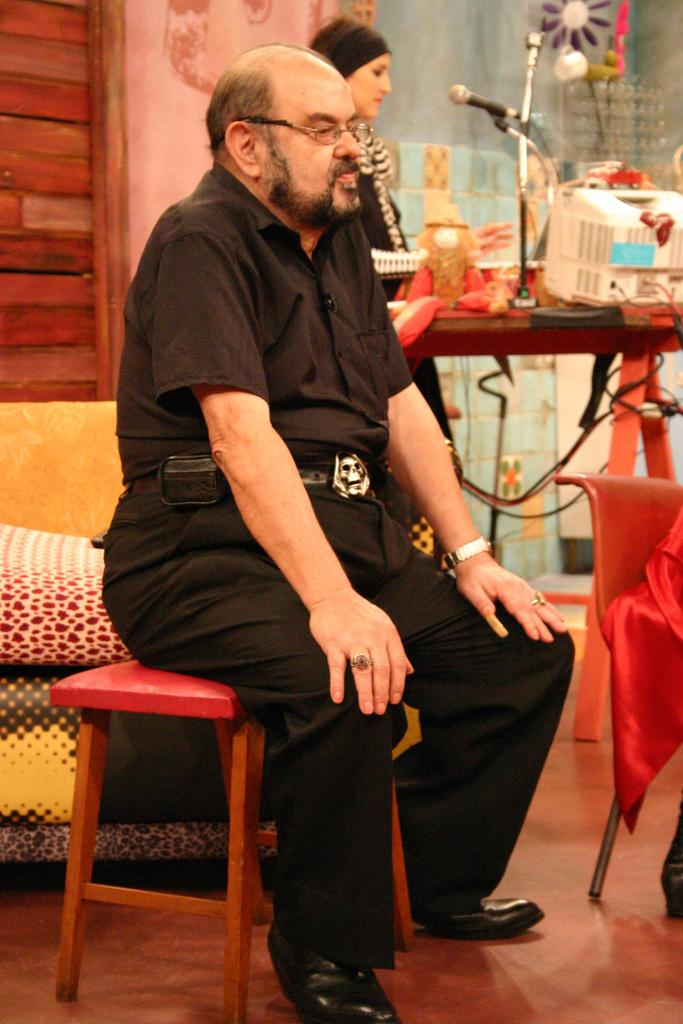
Mojica Marins dans le studio de Programa Novo, sur TV Cultura.

En 2009, il a joué un personnage différent dans le long métrage de Cesar Nero : au lieu de s'appeler Zé do Caixão, son personnage s'appelait Dark Morton, mais son allure était le même que celle de Zé do Caixão, avec le traditionnel chapeau haut de forme et la cape noire.
Lors du carnaval carioca de 2011, il a été honoré et a participé au défilé de l'école Unidos da Tijuca, en tant que vice-champion.
En 2012, il a préfacé le livre 3355 Situações Que Você Deve Saber Para Não Morrer Como Nos Filmes de Terror, de l'écrivain Gerson Couto.
En 2013, il apparaît sur la couverture de l'album Expulsos do Purgatório, du groupe punk Excomungados.
En 2014, José Mojica a été hospitalisé pendant près d'un mois à l'Incor, à São Paulo, où il a subi un cathétérisme cardiaque et le déblocage d'une artère qui était obstruée. Il avait alors subi une angioplastie, une procédure visant à débloquer les vaisseaux obstrués, et s'était vu poser trois endoprothèses vasculaires, un tube inséré pour normaliser le passage du sang à l'intérieur de l'artère. Pour cette raison, l'interprète de Zé do Caixão a commencé à faire des dialyses (filtrage du sang) trois fois par semaine.
En 2015, la chaîne par abonnement Space a réalisé une mini-série biographique sur Mojica intitulée Zé do Caixão, dans laquelle le cinéaste est interprété par Matheus Nachtergaele. En 2019, il est apparu dans un hommage au Domingo Show, où il s'est montré très affaibli, présentant une supposée maladie d'Alzheimer.

### Mort
José Mojica Marins est décédé à São Paulo à l'âge de 83 ans le 19 février 2020, victime d'une bronchopneumonie. Son décès a été confirmé par sa fille, l'actrice Liz Marins. Le cinéaste était hospitalisé depuis le 25 janvier pour soigner des problèmes pulmonaires.

## Filmographie

### En tant que réalisateur
- 1946 : Beijos a Granel
- 1947 : Sonhos de Vagabundo
- 1948 : A Voz do Coveiro
- 1950 : Reino sangrento (court métrage)
- 1958 : Sentença de Deus (court métrage)
- 1958 : A Sina do Aventureiro (pt)
- 1963 : Meu Destino em Tuas Mãos (pt)
- 1964 : À minuit, je posséderai ton âme (À Meia-Noite Levarei Sua Alma)
- 1965 : O Diabo de Vila Velha, coréalisé avec Armando de Miranda et Ody Fraga (pt)
- 1967 : Cette nuit, je m'incarnerai dans ton cadavre (Esta Noite Encarnarei no Teu Cadáver)
- 1968 : Trilogia de Terror (en) - segment Pesadelo Macabro
- 1968 : O Estranho Mundo de Zé do Caixão
- 1970 : L'Éveil de la bête (O Despertar da Besta)
- 1971 : Finis Hominis (pt)
- 1972 : Sexo E Sangue na Trilha do Tesouro (en)
- 1972 : D'Gajão Mata para Vingar
- 1972 : Quando os Deuses Adormecem (en)
- 1974 : Exorcismo Negro (en)
- 1974 : A Virgem e o Machão (pt)
- 1975 : O Fracasso de Um Homem nas Duas Noites de Núpcias
- 1976 : Como Consolar Viúvas (en)
- 1976 : Mulheres do Sexo Violento
- 1977 : Inferno Carnal (pt)
- 1977 : A Mulher Que Põe a Pomba no Ar
- 1978 : Délires d'un anormal (Delírios de um Anormal)
- 1978 : A Estranha Hospedaria dos Prazeres (pt)
- 1979 : Perversão (pt)
- 1979 : Mundo-Mercado do Sexo
- 1980 : A Praga (pt)
- 1981 : A Encarnação do Demônio
- 1983 : Horas Fatais - Cabeças Cortadas
- 1984 : A Quinta Dimensão do Sexo
- 1985 : 24 Horas de Sexo Explícito (pt)
- 1987 : Demônios e Maravilhas (en)
- 1987 : Dr. Frank na Clínica das Taras
- 1987 : 48 Horas de Sexo Alucinante (pt)
- 1996 : Adolescência em Transe
- 2008 : L'Incarnation du démon (Encarnação do Demônio)
- 2015 : As Fábulas Negras, segment O Saci

### En tant qu'acteur
- 1960 : Éramos Irmãos de Renato Ferreira
- 1965 : O Diabo de Vila Velha de José Mojica Marins, Armando de Miranda et Ody Fraga (pt)
- 1969 : O Cangaceiro Sem Deus d'Oswaldo de Oliveira
- 1970 : O Profeta da Fome (pt) de Maurice Capovilla (pt)
- 1976 : A estranha hospedaria dos prazeres de Marcelo Ramos Motta (pt)
- 1977 : O Abismo de Rogério Sganzerla
- 1977 : O Vampiro da Cinemateca de Jairo Ferreira
- 1978 : A Deusa de Mármore de Rosângela Maldonado (pt)
- 1980 : Chapeuzinho Vermelho de Marcelo Motta
- 1982 : O Segredo da Múmia (pt) d'Ivan Cardoso (pt)
- 1984 : Padre Pedro e a Revolta das Crianças (pt) de Francisco Cavalcanti (pt)
- 1985 : O Filho do Sexo Explícito de Francisco Cavalcanti
- 1986 : A Hora do Medo de Francisco Cavalcanti
- 1987 : As Belas da Billings d'Ozualdo Candeias
- 1987 : Horas Fatais de Francisco Cavalcanti et Clery Cunha (pt)
- 1989 : Dama de Paus (pt) de Mário Vaz Filho (pt)
- 1990 : O Gato de Botas Extraterrestre (pt) de Wilson Rodrigues
- 1996 : Babu e a Vingança Maldita de Cesar Nero
- 1997 : Ed Mort (pt) d'Alain Fresnot (pt)
- 1997 : A Filha do Pavor d'Andréa Pasquini
- 2001 : Dr. Bartolomeu e a Clínica do Sexo de Mário Lima (pt) et Tom Camps
- 2001 : Tortura Selvagem - A Grade d'Afonso Brazza (pt)
- 2004 : Um Show de Verão (pt) de Moacyr Góes (pt)
- 2004 : Lâmia, Vampiro! de Rubens Mello
- 2005 : A Marca do Terror d'Ivan Cardoso (pt)
- 2009 : A Cruz e o Pentagrama de Cesar Nero
- 2013 : Carniçal de Rubens Mello
- 2013 : Mal Passado de Julio Wong
- 2015 : As Fábulas Negras, segment O Saci de José Mojica Marins

## Récompenses
Pour le film À minuit, je posséderai ton âme
- Prix spécial au Festival international de Cine Fantástico y de Terror Sitges (Espagne), en 1973 ;
- Prix de L'Écran fantastique pour l'originalité, en 1974 ;
- Prix Tiers Monde de la presse mondiale, à la 3e Convention du Cinéma Fantastique (France), en 1974.

Pour le film L'Éveil de la bête
- Meilleur acteur (José Mojica Marins) et meilleur scénario (Rubens Lucchetti), au Rio-Cine Festival, en 1986.

Pour le film L'Incarnation du démon
- Trophée Menina de Ouro du meilleur film de fiction par le jury officiel et la critique, meilleure photographie (José Roberto Eliezer), meilleur montage (Paulo Sacramento), meilleur montage sonore (Ricardo Reis), meilleure direction artistique (Cássio Amarante) et meilleure bande sonore (André Abujamra e Marcio Nigro) au 1er Festival Paulínia de Cinema (pt), en 2008 ;
- Meilleur réalisateur (José Mojica Marins), lors de la 2e édition du Prêmio Quem de Cinema, en 2008 ;
- Meilleure direction artistique (Cassio Amarante) et Prix spécial d'interprétation pour l'ensemble de l'œuvre, au Prêmio de Cinema do Paraná, 2008.
- Nomination pour la meilleure direction artistique (Cassio Amarante) et les meilleurs effets spéciaux (Kapel Furman, Rogério Marinho, Robson Sartori), au Grand Prêmio Vivo do Cinema Brasileiro, 2008 ;
- Meilleur acteur (José Mojica Marins) et meilleure direction artistique (Cassio Amarante), après avoir été nommé pour le meilleur réalisateur (José Mojica Marins) et le meilleur scénario (Dennison Ramalho et José Moijica Marins), Meilleure actrice (Cléo de Paris), Meilleur acteur dans un second rôle (Jece Valadão), Meilleure actrice dans un second rôle (Helena Ignez) et Meilleure bande sonore (André Abujamra et Marcio Nigro), au no V Prêmio FIESP/SESI-SP de Cinema Paulista, en 2009 ;
- Prix de la meilleure photographie (José Roberto Eliezer) et nomination pour le meilleur film aux Prêmio Contigo de Cinema ;
- Deuxième place au Festival du film Fant-Asia, dans la catégorie du meilleur film international, en 2009 ;
- Prix du jury Carnet Jove à Sitges - Festival international du film de Catalogne, en 2008.

Autres
- Prix Fantasporto pour l'ensemble de sa carrière, en 2000.